# 최미옥
최미옥(1974년 1월 25일~)은 대한민국의 학예사이다.

## 경력
학부에서 언어학, 석박사에서 각각 공간디자인과 건축을 전공했으며 (주)우원디자인, (주)미래세움 등 한국의 1세대 전시디자인전문회사 및 MBC미술센터, KBS아트비전 등에서 실무를 하면서 반구대암각화선사공원, 고속도로문화관, 국립과천과학관건립, 여수세계엑스포유치 등 규모의 전시 프로젝트에 참여했다. 2008년 경력직 특채로 문화체육관광부 소속 국립민속박물관에 채용되 디자인담당 큐레이터로 재직중이다. '선비 그 이상과 실천(2009)', 큰 나라 작은 세상, 인형 특별전(2009), '길에서 길을 만나다(2012)', ‘밥상지교’(2015), '우리 살던 고향은 세종시 2005 : 2015(2016)', ‘쓰레기X사용설명서(2017)’, ‘겨울나기(2017)’, ‘세대를 넘어 수제화장인(2018)’, '군주가 꿈꾸는 세상(2019)', '역병,일상(2021)', '민속이란삶이다(2022)' 특별전 등 다수의 전시 프로젝트 디자인과 국립민속박물관 MI 개선사업(2012)을 담당했다. 우리나라 1세대 뮤지엄 디자인담당 큐레이터로서 30여편의 논문 발표 및 컬럼을 기고하였고, ICOM 국제컨퍼런스를 비롯한 국내외 학술대회 발표와 50여회 이상의 전시디자인 직무 특강을 진행하였다. 디자인을 담당했던 '밥상지교' 특별전은 IDEA(미국), iF(독일), GOOD DESIGN(일본), GERMAN DESIGN AWARD(독일) 에서 WINNER로 선정되 소속기관인 국립민속박물관 뿐아니라 한국 뮤지엄 전시디자인의 우수성을 세계에 알렸다. 홍익대 문화정책대학원과 건국대 건축대학원에 출강, 전시디자인 전문교육에도 기여하고 있으며 뮤지엄과 전시에 대한 대중적 관심 제고와 정보 공유를 위한 '신디의박물관 여행' 블로그를 운영하고 있다. 국회공간문화개선위원회 자문위원, 한아세안정상회의 전문가자문단, DDP(동대문디자인플라자)전시자문위원 등 국가 주요 프로젝트에 참여, 디자인개선 및 행사 성공에 기여한 공로로 외교부장관상(2021), 대한민국디자인대상 국무총리표창(2022)을 수상한 바 있다.

## 저서
- [어린이뮤지엄(Children’s Museum)]. 학연문화사 2023년.  ISBN 9788955084870
- [뮤지엄X여행]. 아트북스 2019년/ 세종도서 예술부문 선정. ISBN 9788961963480
- [길을 걷다 마주치는 유럽 뮤지엄(공저)]. 에이앤뉴스 2015년. ISBN 9791186451052
- [100DEISGNERS No.58]. 안그라픽스 2010년. ISBN 788970595443

## 상훈
- 2022년 제24회 대한민국디자인대상 산업유공부문 공로상 국무총리상
- 2022년 제11회 국립중앙박물관회 학술상 은관상
- 2022년 대한전시디자인학회 우수연구자상
- 2020년 외교부장관상
- 2020년 대한전시디자인학회 우수연구자상
- 2019년 성신여자대학교 공로상
- 2018년 GERMAN DESIGN AWARD/ WINNER
- 2017년 iF DESIGN AWARD/ WINNER
- 2017년 문화공간건축학회 공로상
- 2017년 문화공간건축학회 문화공간상
- 2016년 GOOD DESIGN AWARD/ WINNER
- 2016년 IDEA DESIGN AWARD / FINALIST
- 2015년 디지털디자인협의회 공로상
- 2011년 국립민속박물관 어린이박물관 연구자상
- 2011년 국립민속박물관장상
- 2002년 한국실내건축가협회(KOSID) 공로상

## 방송 및 기사 기고
- 2023년 MBC 라디오 노중훈의 여행의 맛- 프라하 뮤지엄여행
- 2023년 MBC 라디오 노중훈의 여행의 맛- 속삭이는 여행지도 (순천)
- 2022년 매거진AB로드-나홀로여행: 박물관 학예사가 사랑한 도시 프라하
- 2022년 디자인정글-프로에게 묻다
- 2022년 서울아트가이드-소설의 서사구조를 차용한 공간큐레이팅 <역병,일상>
- 2022년  NFMK 민속소식-공간으로 민속을 반추하다
- 2021년 가이드라이브x마이리얼트립 '뮤지엄인사이트 트립' 랜선투어
- 2019년 뉴욕 한인매거진 맘앤아이 20주년기념호-디자인에 그녀의 통찰을 보다
- 2019년 팟캐스트 김태훈의 책보다 여행- '뮤지엄x여행' 편
- 2019년 박물관협회기획컬럼-현재시제로서 뮤지엄 그리고 디자인
- 2019년 박물관협회기획컬럼-어린이와 뮤지엄디자인
- 2019년 박물관협회기획컬럼-디자인을 통한 뮤지엄브랜딩
- 2019년 박물관협회기획컬럼-뮤지엄x디자인, 공간큐레이팅
- 2018년 문화공간건축학회-현재시제로서의 디자인-프랑크푸르트 응용미술박물관 질 센더 특별전
- 2018년 한국실내디자인학회-뮤지엄! 쓰레기로 우리 삶을 이야기하다.
- 2016년 월간디자인-디자이너의말말말
- 2016년 INTERNI&DECOR 어린이박물관 특집
- 2016년 국악방송 한류만세 김상영이 만난사람
- 2012년 뉴욕라디오코리아

## 전시
--------------전시 기획 및 디자인-------------------
- 2000년 고속도로문화관 현상설계/ 반구대암각화 선사전시관 현상설계/ 라스베가스 컴덱스쇼 현대멀티캡관 설계/ 청주인쇄박람회 현대전자관 설계/ 안토니오 가우디 특별전 / SAFE EXPO 마스터플래닝
- 2001년 시민안전체험관 전시 현상설계/ 지하철전시회 기획 설계/ 백제군사박물관 현상설계/ 그리스로마신화 특별전
- 2002년 국립과천과학관 전시개념설계 공모/ 3.15의거 기념관 기획/ 부산 40계단 문화관 기획/ 소안항일운동 기념관 기획/ 미래주택 전 기획 및 설계 현장운영
- 2003년 재활용홍보관 전시 현상설계/ 국립진주박물관 영상관 리뉴얼/ 국립과천과학관 어린이탐구체험관 현상설계
- 2004년 울산 옹기문화관/ 국립과천과학관 어린이탐구체험관 기본설계
- 2005년 영월마차 탄광촌/ 황순원문학관 기본계획/ 2012 여수엑스포 유치 기본계획 수립
- 2006년 강진 하멜민속전시관 기본 및 실시설계
- 2007년 송도 u-city 복합환승센터 및 홍보체험관 조성 PF사업 공모/ 양양 양수홍보관  전시 현상설계/ 보령 화력홍보관 전시 현상설계

- 2008년 광교신도시 u-city 조성 PF사업 공모

--------------박물관 전시디자인-------------------
- 2009년 선비, 그 이상과 실천 / 작은 나라 큰 세상, 인형

- 2010년 이야기 숲 속에서 무슨 일이:국립민속박물관어린이박물관 특별전

- 2011년 국립민속박물관 MI(Museum Identity)개선 사업/ 우리같이놀래?: 국립민속박물관 어린이박물관 특별전

- 2012년 국립민속박물관 특별전-길에서 길을 만나다 (서울/ 충주/ 청주 순회전)/ 내 이름은 마포포 그리고 김하나/ 내 이름은 플릇친 그리고 현수엄마: 국립민속박물관 대전족보박물관 공동기획전/ 흥부 이야기속으로 / 용, 꿈을 꾸다

- 2013년 국립민속박물관 특별전-끈기와 신명의 땅 경상남도/ 복 간절한 염원의 장식/ 국립민속박물관 경기도자박물관 공동기획전/ 한국패션의 신화창조 국립민속박물관앙드레김 의상자료 기증전/ 흥남에서 거제까지/ 국립민속박물관 해금강테마박물관 공동기획전/ 상상과 현실, 여러 얼굴을 가진 뱀

- 2015년 밥상지교 국립민속박물관 오사카민족학박물관 공동기획전/ 나무를 만나다/ 목가구 삶을 담다 :국립민속박물관 밀양미리벌박물관 공동기획전

- 2016년 우리 살던 고향은 세종시 2005-2015/ 국립민속박물관 특별전 (서울/ 세종시 순회전)/ 무-하늘과 땅을 잇는 사람들/ 국립민속박물관 원광대학교 박물관 공동기획전/ 신화속 동물이야기/ 국립민속박물관 어린이박물관 상설전/ 100년의 테일러 그리고 대구/ 국립민속박물관 대구DTC섬유박물관 공동기획전

- 2017년 쓰레기X사용설명서: 국립민속박물관 국립지중해문명박물관 공동기획전/ 실향을 딧고 세운 도시 속초: 국립민속박물관 속초시립박물관 공동기획전/ 산 꽃 밥: 국립민속박물관 평창동계올림픽 기념 한식문화 특별전/ 겨울나기

- 2018년 세대를 넘어 수제화 장인/ 대가람의 뒷간/ 국립민속박물관 양주시립회암사지박물관 공동기획전/ 개와 고양이와 구슬: 국립민속박물관 어린이박물관 상설전/ 한국인의 하루: 국립민속박물관 상설전 개편

- 2019년 미역과 콘부, 바다가 잇는 한일일상:국립민속박물관 일본민족학박물관 공동기획전/ 군주가 꿈꾸는 세상: 국립민속박물과 성신여자대학교 박물관 공동기획전/ 한국인의 하루:국립민속박물관 상설1전시관

- 2020년 기산 풍속화에서 민속을 찾다:국립민속박물관 특별전/ 여주 영릉을 품다: 국립민속박물관 여주박물관 공동기획전/ 부평시장, 시대를 사고팝니다: 국립민속박물관 부평역사박물관 공동기획전/ 우리 곁에 있소

- 2021년 우들 살던 섬, 영종 용유 그리고 바다:국립민속박물관 영종역사관 공동기획전/ 섬유도시 일상을 물들이다: 국립민속박물관 DTC대구섬유박물관 공동기획전/ 유랑과 예인:국립민속박물관 실감형전시/ 역병, 일상

- 2022년 민속이란 삶이다/ 새해,토끼왔네

- 2023년 반짝반짝 빛나는: 국립민속박물관 파주특별전

## 대외활동
- 건국대학교 건축대학원 겸임교수
- 대한전시디자인학회 부회장(2018-2019)
- 실내건축가협회 평생회원, 문화공간건축학회 정회원, ICAMT(세계박물관협회 건축 및 기술디자인 분과) 정회원
- 국회공간문화개선위원회 전문위원, 외교부 한아세안정상회의 자문위원, DDP전시자문위원 등 다수의 정부 및 문화예술기관 자문
- WDL(Women Design Learship)워크샵 팀리더(2012)
- 2007 부산WING* 워크샵 오거나이저

* WING(World Interior New Generation)은 IFI(세계인테리어디자인연맹)가 2년마다  주최한 젊은 디자이너를 위한 워크샵임.